# John Francis Dearden
John Francis Dearden (Valley Falls, 15 ottobre 1907 – Southfield, 1º agosto 1988) è stato un cardinale e arcivescovo cattolico statunitense, nominato cardinale della Chiesa cattolica da papa Paolo VI.

## Biografia
Nacque a Valley Falls il 15 ottobre 1907.
Fu eletto arcivescovo di Detroit il 18 dicembre 1958.
Papa Paolo VI lo elevò al rango di cardinale nel concistoro del 28 aprile 1969.
Morì il 1º agosto 1988 all'età di 80 anni.

## Genealogia episcopale e successione apostolica
La genealogia episcopale è:
- Cardinale Scipione Rebiba
- Cardinale Giulio Antonio Santori
- Cardinale Girolamo Bernerio, O.P.
- Arcivescovo Galeazzo Sanvitale
- Cardinale Ludovico Ludovisi
- Cardinale Luigi Caetani
- Cardinale Ulderico Carpegna
- Cardinale Paluzzo Paluzzi Altieri degli Albertoni
- Papa Benedetto XIII
- Papa Benedetto XIV
- Papa Clemente XIII
- Cardinale Marcantonio Colonna
- Cardinale Giacinto Sigismondo Gerdil, B.
- Cardinale Giulio Maria della Somaglia
- Cardinale Carlo Odescalchi, S.I.
- Cardinale Costantino Patrizi Naro
- Cardinale Lucido Maria Parocchi
- Papa Pio X
- Cardinale Gaetano De Lai
- Cardinale Raffaele Carlo Rossi, O.C.D.
- Cardinale Amleto Giovanni Cicognani
- Cardinale John Francis Dearden

La successione apostolica è:
- Vescovo Richard Henry Ackerman, C.S.Sp. (1956)
- Vescovo Joseph Matthew Breitenbeck (1965)
- Cardinale James Aloysius Hickey (1967)
- Vescovo Walter Joseph Schoenherr (1968)
- Vescovo Thomas John Gumbleton (1968)
- Vescovo Joseph Crescent McKinney (1968)
- Cardinale Edmund Casimir Szoka (1971)
- Vescovo Paul Vincent Donovan (1971)
- Vescovo René Henry Gracida (1972)
- Vescovo Joseph Leopold Imesch (1973)
- Vescovo Arthur Henry Krawczak (1973)
- Vescovo Kenneth Edward Untener (1980)